# Kuji kiri
Kuji Kiri 九字切り (taglio dei nove caratteri) sono una sequenza di particolari mudra (posture delle mani) aventi significati mistico/esoterici in alcune discipline e religioni orientali. 
Il suo nome (in lingua giapponese) deriva dai termini ku nove, ji carattere e kiri taglio (5 orizzontali e 4 verticali alternati).
La sua rappresentazione classica viene riportata sopra un carattere che rappresenta l'oggetto d'interesse del praticante, ad esempio:

## Kuji Kiri e arti marziali
Il Kuji Kiri è compreso sia nella scuola Tenshin Shoden Katori Shinto Ryu (dichiarata Tesoro Nazionale Vivente del Giappone) che tra le arti del Ninjutsu, l'insieme di tecniche di combattimento praticate nel Giappone feudale dai ninja.
Ai nove segni, spesso differenti, e segreti,  nelle varie scuole, veniva attribuita la capacità di influenzare le condizioni personali, il comportamento degli avversari e persino l'ambiente circostante.

## Kuji Kiri e religione
La prima citazione del Kuji Kiri la troviamo nel libro fondamento della corrente Mahayana del Buddismo, al capitolo XXVI: Dharani - Formule Magiche.

Ulteriormente, secondo i principi del Taoismo, le dita delle mani corrispondono ognuna ad uno dei meridiani considerati dalla medicina cinese e la pratica del Kuji Kiri costituisce una sorta di stimolazione di tutto il sistema energtico corporeo.

Nella visione religiosa i nove segni vengono creati dalla gestualità di entrambe le mani, la mano sinistra "Taizokai" possiede una valenza ricettiva (Yin), e la mano destra "Kongokai" emettitrice (Yang). I nove tagli praticati con la mano destra stanno ad enfatizzare il taglio dell'ignoranza del Velo di Maya (ovvero il mondo sensoriale ingannevole) tramite la Spada della Saggezza. In questo modo, secondo la dottrina del Mikkyo, branca dell'esoterismo buddista giapponese (sette Tendai e Shingon), si verrebbe a creare una sorta di "porta" nel mondo quotidiano che servirebbe ad accedere ad un diverso stato di coscienza, indispensabile ad una giusta concentrazione ed un giusto utilizzo delle proprie risorse energetiche.

## Esecuzione dei Kuji Kiri
I Kuji Kiri venivano eseguiti con una posizione precisa delle mani; ognuna con un significato ed uno scopo ben precisi ed erano i seguenti:
- Rin - La forza della mente e del corpo
- Kyo - Direzione dell'energia
- To - Armonia con l'universo
- Sha - Guarire se stessi o gli altri
- Kai - Premonizione del pericolo
- Jin - Lettura dei pensieri altrui
- Retsu - Padronanza del Tempo e dello Spazio ( in clan Shingan ryù  Yagiu  è al sesto posto e definisce la padronanza del dolore fisico)
- Zai - Controllo sugli elementi della Natura
- Zen - Illuminazione

Immagine dell'esecuzione dei Kuji Kiri
Secondo le diverse scuole, formando ognuno dei Mudrā, il praticante può rimanere in silenzio o pronunciare il solo nome del mudra stesso (come nel Ninjutsu), oppure recita uno specifico Mantra come nella Tenshin Shoden Katori Shinto Ryu e nelle discipline religiose tutte. In alcune scuole Retsu è il sesto kuji kiri (shingan ryù) e definisce anche la padronanza del dolore fisico.